# Bolgar
Bolgar, in russo Болгар?, è una cittadina della Repubblica autonoma del Tatarstan di circa 8.500 abitanti.

## Geografia
La cittadina si trova sulla riva sinistra del Volga, a circa 140 chilometri da Kazan' ed il capoluogo dello Spasskij rajon

## Storia
La cittadina ha avuto vari nomi nel corso della propria storia:
- venne fondata nel 1781 col nome di Spassk in russo Спасск?;
- dal 1926 al 1935 si chiamò Cpassk-Tatarskij in russo Спасск-Тата́рский?;
- dal 1935 al 1991 Kujbyšev, in onore del rivoluzionario sovietico Valerian Vladimirovič Kujbyšev;
- nel 1991 ha assunto la denominazione attuale in ricordo di Bolğar, l'antica capitale del Bulgaria del Volga che sorgeva nelle vicinanze, anche perché il sito dell'antica Cpassk-Tatarskij è stato sommerso dal bacino di Samara.

## Fonti
- Informazioni su Bolgar (RU)